# Западная Курна
Западная Курна́ (прим.:сложившееся ударение на последний слог в рус. яз. не соответствует оригинальному географическому названию), араб. غرب قرنة‎, англ. West Qurna — крупное нефтяное месторождение в Ираке (Нефтегазоносный бассейн Персидского залива), находящих в южной части Ирака. Западная Курна является северной частью Румайлы. Открыто в 1999 году.

## Сведение о месторождении
Геологические запасы нефти оценивается 3,44 млрд тонн. Из Западная Курна́-1 — 1,38 млрд тонн, а Западная Курна́-2 — 2,06 млрд тонн.
Плотность нефти 0,88-0,90 г/см3 или 27° API. Добыча нефти 2008 году составила 2,56 млн тонн.
По иракским официальным данным на 2010 год запасы Западной Курны оцениваются в 43,302 миллиарда баррелей, что делает это месторождение вторым по запасам в мире.

## Участники разработки
Западная Курна делится на 2 части: Западная Курна́-1 и Западная Курна́-2.
- Оператором Западная Курна́-1 является американская ExxonMobil (60 %). Другие участники проекта — англо-голландский Royal Dutch Shell (15 %) и иракский South Oil Company (25 %). Предполагаемые объемы добычи составят 2,1 млн баррелей в сутки. с 2014 года добыча на уровне 400 тыс. План 800 тыс с расширением (включая проект Ямама).
- Оператором Западная Курна́-2 является российский Лукойл (56,25 %). Другие участники проекта (вышел из проекта 25.12.2012) — норвежский Statoil (18,75 %)  и иракский North Oil Company (25 %). Предполагаемые объемы добычи составят 1,8 миллиона баррелей в сутки (к 2017 году). 30 мая 2012 завершена передача доли участия в проекте от норвежской компании Statoil в связи с выходом её из проекта. Таким образом, доля компании Лукойл составляет 75%. 2011 год подготовительные работы на контрактной территории, 2012 год активное развитие, 2013 год доля оператора 75%,  2014 год первая нефть, активная Разработка Западной Курны-2 началась 29 марта 2014 года, 2015 год установлена полка 400 000 б/д, 2020 первая нефть с Ямамы, 2021 Бурение, 2022 Газовый хаб, 2023 Экспортная линия, 2024 ГТЭС Ямама, 2025 добыча 800 000  б/д, 2035 год окончание лицензии.